# Bộ Cá mập mắt trắng
Bộ Cá mập mắt trắng, danh pháp khoa học Carcharhiniformes, là bộ bao gồm nhiều loài cá mập nhất. Với hơn 270 loài, bộ này bao gồm một số loài phổ biến như cá mập xanh, cá mập mèo, cá mập đầu búa, và cá mập cát.
Các thành viên trong bộ này đặc trưng bởi sự hiện diện của một màng mắt trên mắt, có hai vây lưng, vây hậu môn, và năm khe mang.
Các họ trong bộ này dự kiến sẽ được sửa đổi, các nghiên cứu DNA gần đây cho thấy một số nhóm truyền thống trong bộ này không đơn ngành.

## Phân loại
Bộ Cá mập được chia thành 8 họ bao gồm:
- Carcharhinidae (Cá mập mắt trắng)
- Hemigaleidae (Cá nhám răng chìa)
- Leptochariidae (Cá nhám chó râu)
- Proscylliidae (Cá nhám mèo vây hoa)
- Pseudotriakidae (Cá nhám môi nhăn giả)
- Scyliorhinidae (Cá nhám mèo)
- Sphyrnidae (Cá nhám búa)
- Triakidae (Cá nhám môi nhăn)

## Hình ảnh

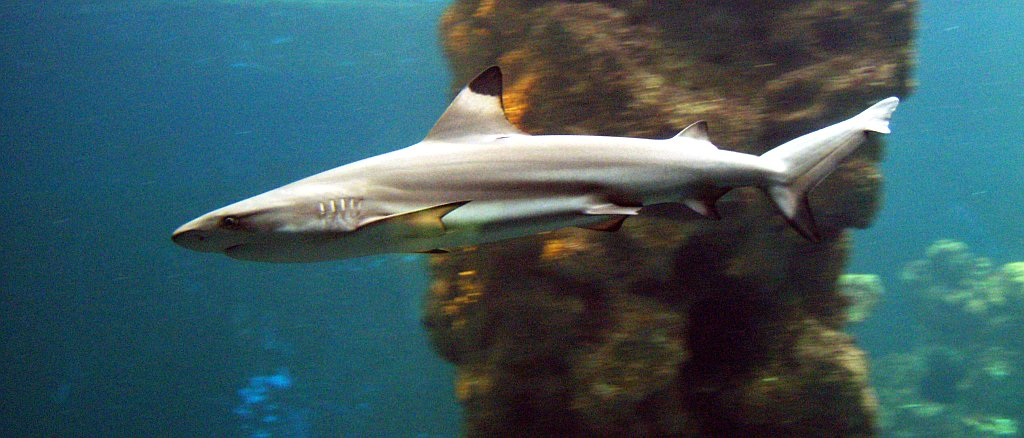
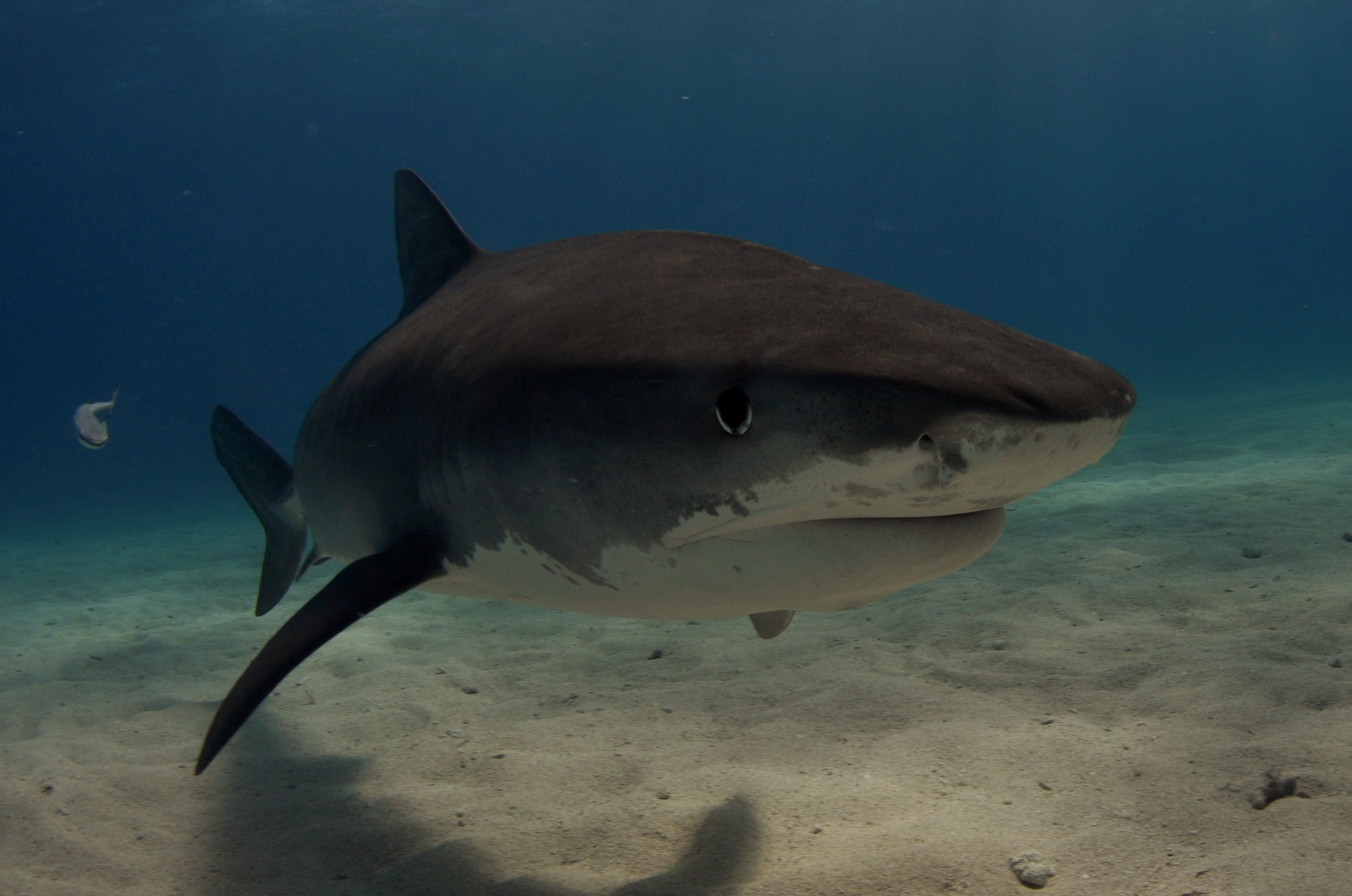
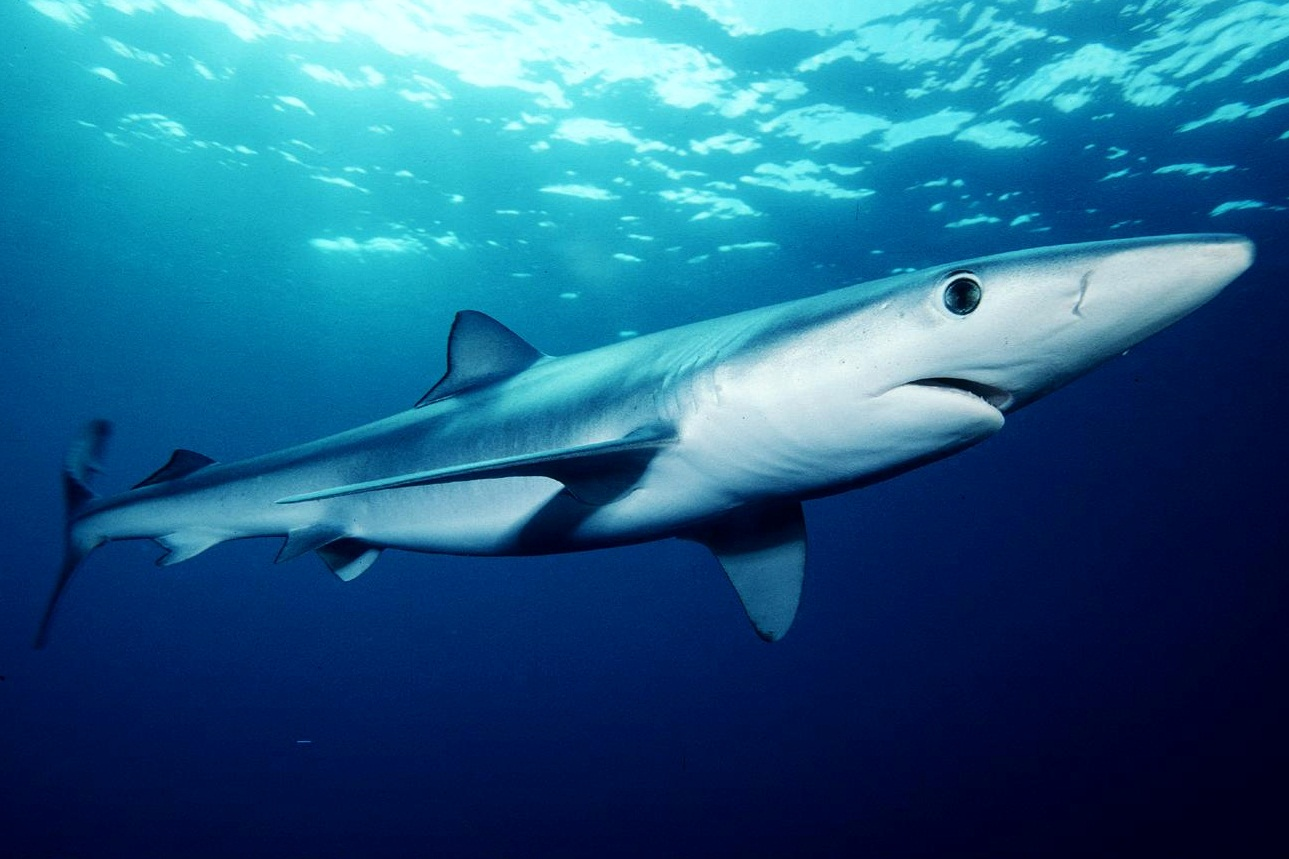
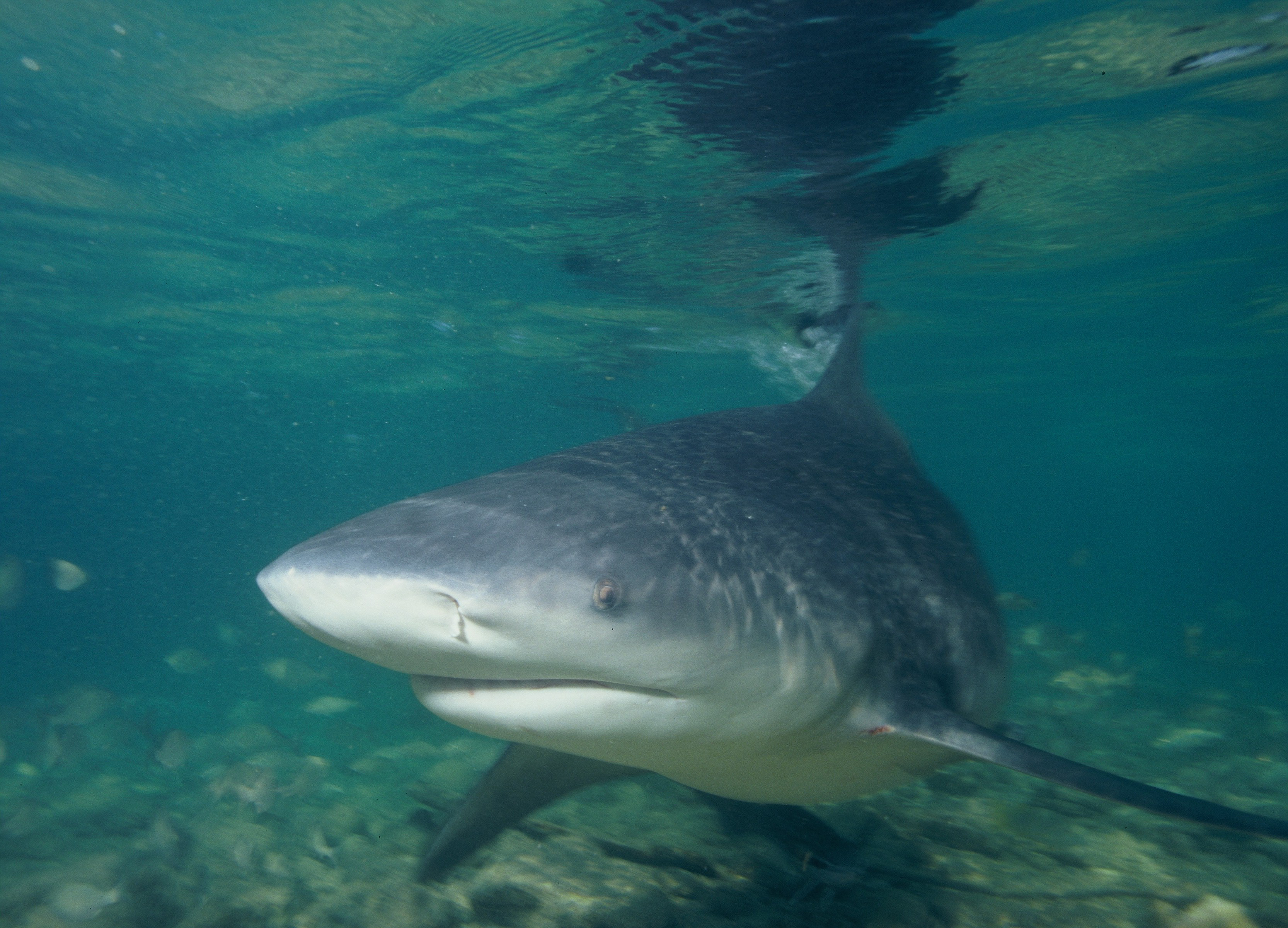